# Höcherberg
Der Höcherberg befindet sich im Osten des Saarlandes und ist Teil des Nordpfälzer Berglands. Er überragt mit einer Höhe von 518 m ü. NHN die etwa 5 km entfernt liegende Stadt Bexbach um 250 Meter.

## Lage
Der Höcherberg liegt 5 km nördlich von Bexbach und 15 km nördlich der Stadt Homburg. Der Höhenzug fällt nach Süden stark ab, nach Norden übertrifft er die Berge der Umgebung um etwa 150 Meter. 
Durch die Höcher Bergehalde Schacht III als eine von weitem sichtbare Landmarke ist der Höcherberg auch aus großer Ferne gut zu erkennen. Diese stellt die höchstgelegene Steinkohlenbergehalde Deutschlands dar mit einer Gipfelhöhe von 494,3 m ü. NHN.
Im 1 km vom Gipfel entfernten Bexbacher Stadtteil Höchen entspringt der Glan. Der Höhenzug nimmt mit Höchen, Frankenholz und Oberbexbach den Norden der Stadt Bexbach sowie die Ortsteile Waldziegelhütte und Dunzweiler der pfälzischen Verbandsgemeinde Waldmohr, den Neunkircher Stadtteil Münchwies, von der Stadt Ottweiler die Stadtteile Lautenbach und Remmesfürth sowie die Homburger Stadtteile Altbreitenfelderhof und Websweiler ein.

## Geschichte
Obwohl am Höcherberg Relikte der Römerzeit gefunden wurden, etwa Reste einer Römerstraße (Verbindung Tholey-Schwarzenacker) und Reste eines römischen Viergöttersteins, wurde die Region des Berges relativ spät besiedelt. Der Ort Höchen wurde 1263 erwähnt, die Klosterhöfe in Frankenholz und Münchwies fielen im Dreißigjährigen Krieg brach, erst im späten 17. Jahrhundert wurden diese Siedlungen neu begründet. Im Jahr 1999 wurde der Wald nördlich des Gipfels vom Orkan Lothar stark heimgesucht.

## Erschließung des Berges

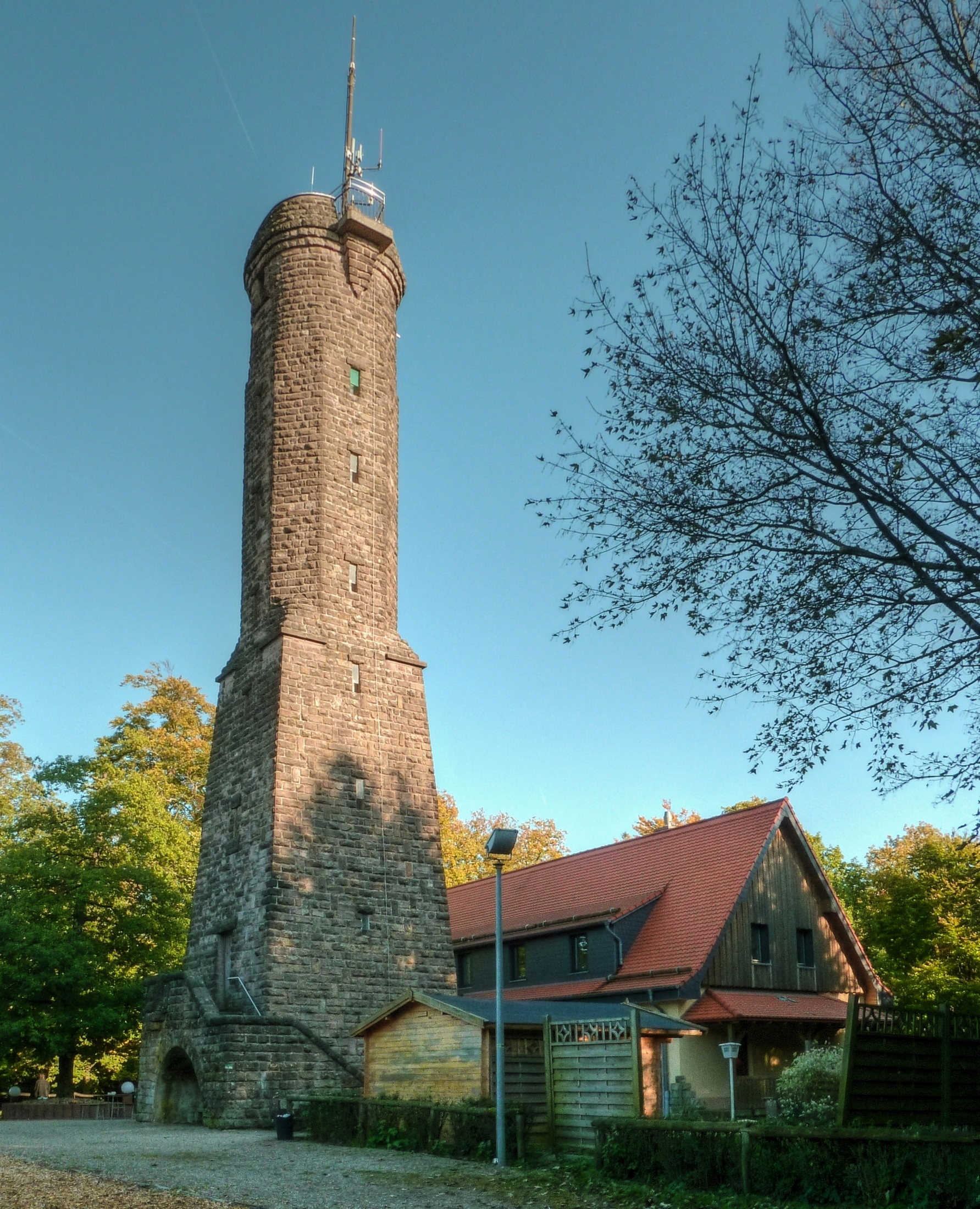
Der Höcherbergturm und das Höcherberghaus am Turm

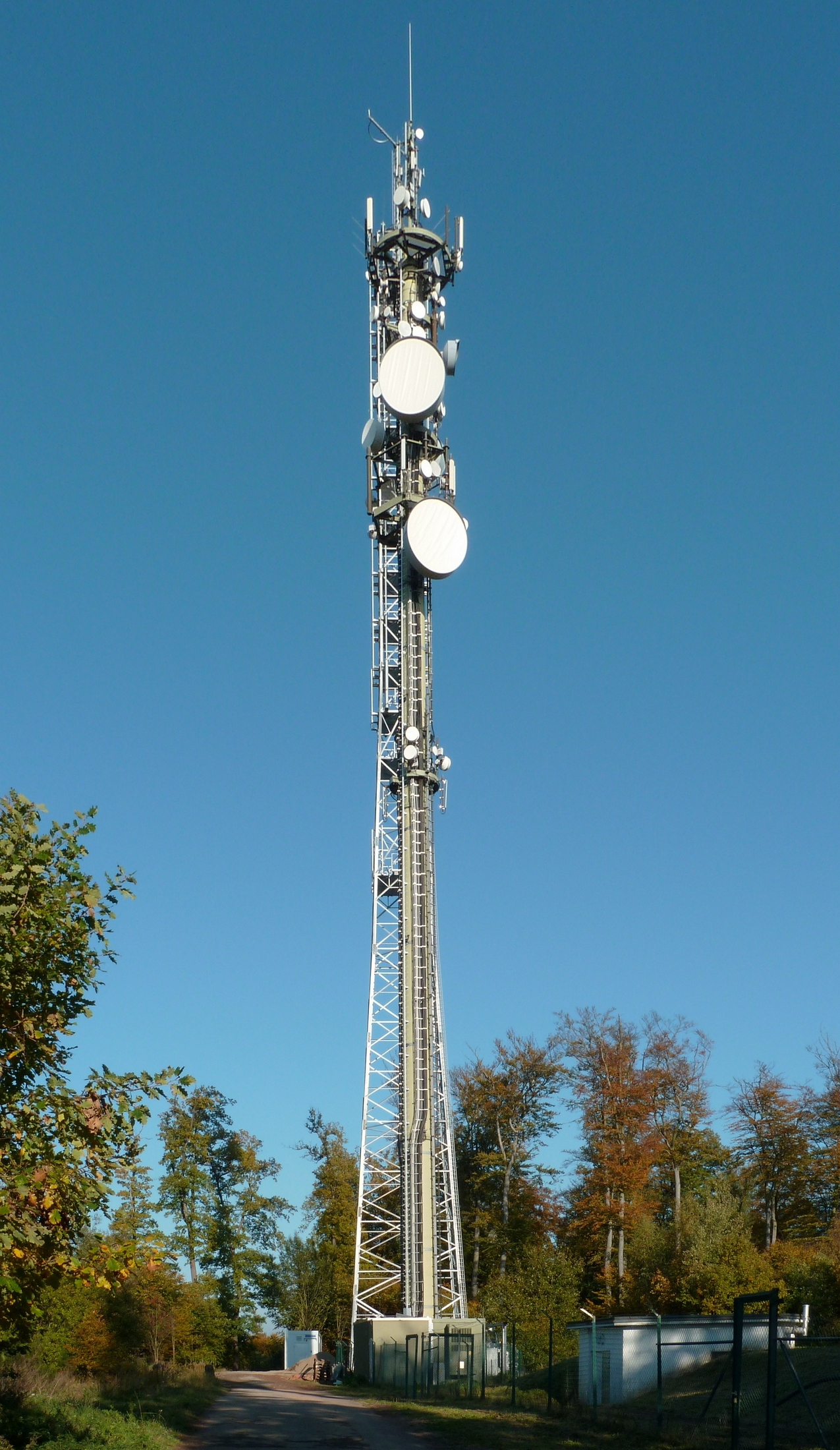
Der Sendemast auf dem Höcherberg

1893 wurde auf dem Berg ein Holzturm errichtet, der dem topographischen Büro Berlin zur Landvermessung diente. Im Jahre 1913 wurde auf Initiative des Lehrers Georg Hengstenberg, der Vorsitzender des Pfälzerwald-Vereins in Höchen war, mit dem Bau eines 26 Meter hohen Aussichtsturms begonnen, der nach Plänen des Architekten Otto Eberbach erstellt wurde. Die Kosten, die sich bis zur Fertigstellung auf 20.000 Mark beliefen, wurden von einem Turmbauverein erbracht. Im Jahre 1929 errichtete der Pfälzerwald-Verein neben dem Turm das Wanderheim Höcherberghaus. Ebenso befinden sich auf dem Berg ein Wasserhochbehälter und mehrere Sendemasten. Auf dem Turm befindet sich das Amateurfunkrelais DB0YK, das für Notfunk ausgerüstet ist. Von 1903 bis 1905 verkehrte die ausschließlich dem Güterverkehr dienende Nordfeldbahn vom Bahnhof Jägersburg an der Glantalbahn bis zur Grube Nordfeld, die sich am nördlichen Hang des Berges befand.

## Fernsicht
Bei klarem Wetter reicht der Blick vom Höcherberg bis zum Erbeskopf im Hunsrück, zum Donnersberg und dem Pfälzerwald. Auch die Vogesen (99,6 km zum Donon) und sogar die Hornisgrinde (112 km) im Schwarzwald sind zu sehen. Außerdem ist das Saarpolygon (36 km) auf der Bergehalde Ensdorf als interessante Landmarke zu erkennen.

## Wanderwege
Der Saarland-Rundwanderweg führt direkt an Turm und Wanderheim vorbei. Ebenso führt der Höcherbergweg des Saarwald-Vereins sinnigerweise auf den Berg. Der Ortsverein Höchen des Pfälzerwald-Vereins hat 5 Rundwanderwege rund um den Berg markiert, deren Wanderzeit von 45 Minuten bis zu 4,5 Stunden reicht. Der im März 2007 errichtete Bexbacher Rundwanderweg führt ebenso am Berg vorbei.

## Wasserscheide
Über den Höcherberg verläuft die Wasserscheide zwischen Nahe/Glan und der Blies.

## Gemeinde Höcherberg
Von 1937 bis 1947 existierte eine selbständige Gemeinde mit dem Namen Höcherberg.